# Szwadron Kawalerii KOP „Stołpce”

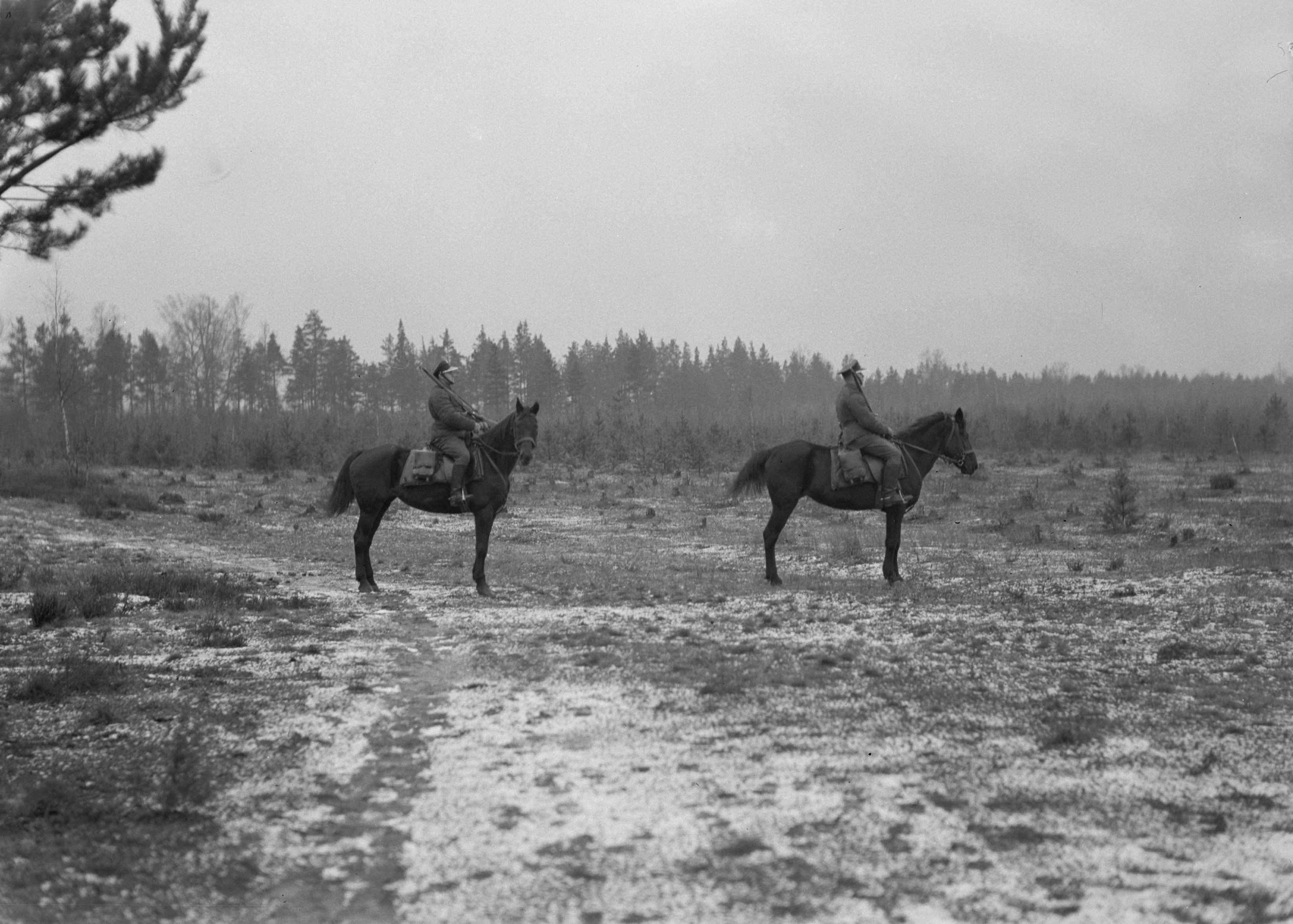
Patrol

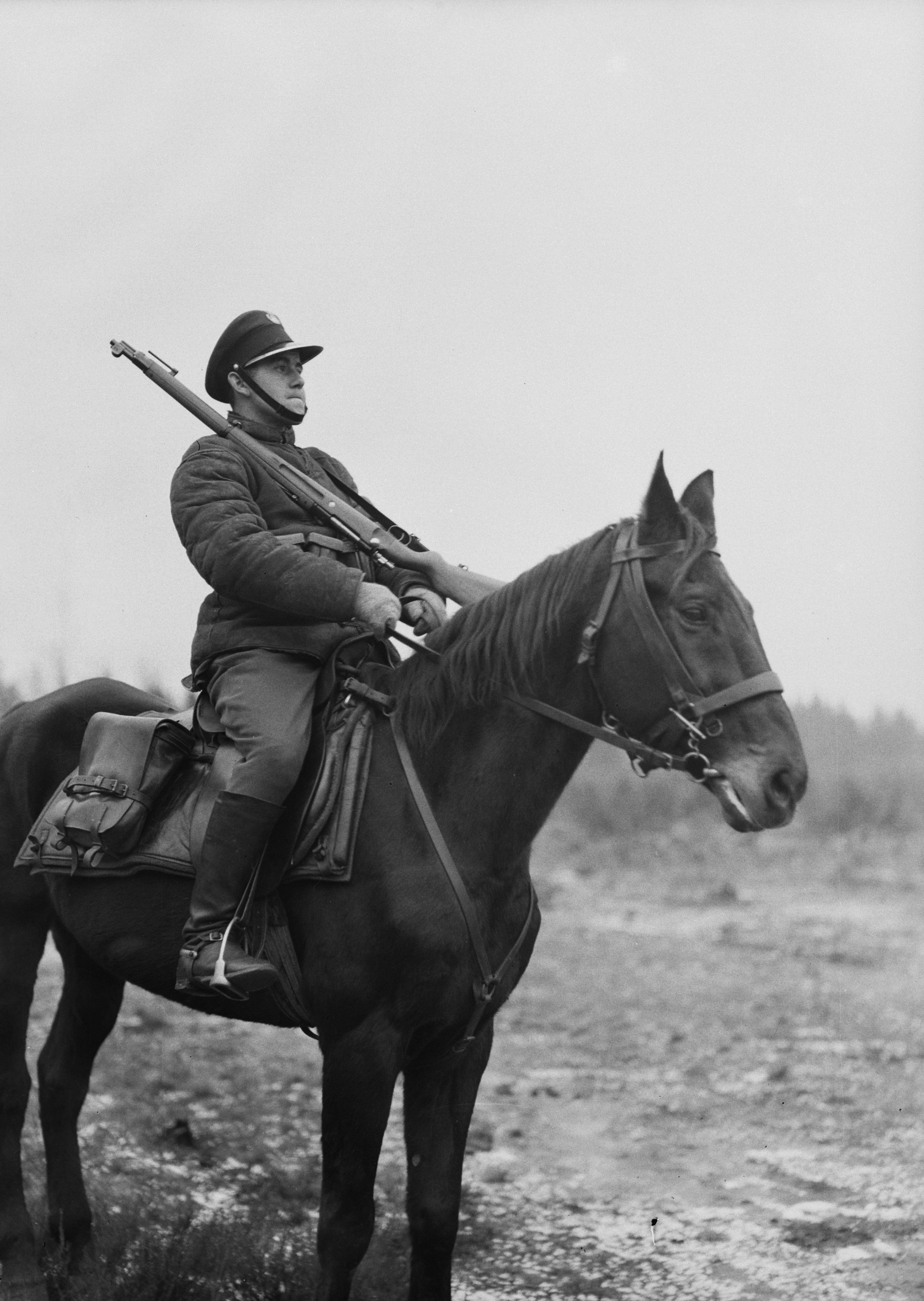
Na patrolu

Szwadron Kawalerii KOP „Stołpce” – pododdział kawalerii Korpusu Ochrony Pogranicza.

## Formowanie i zmiany organizacyjne
Na posiedzeniu Politycznego Komitetu Rady Ministrów, w dniach 21–22 sierpnia 1924, zapadła decyzja powołania Korpusu Wojskowej Straży Granicznej. 12 września 1924 Ministerstwo Spraw Wojskowych wydało rozkaz wykonawczy w sprawie utworzenia Korpusu Ochrony Pogranicza, a 17 września instrukcję określającą jego strukturę. W skład szwadronu wchodzić miały cztery plutony liniowe i drużyna dowódcy szwadronu. Według etatu szwadron liczyć powinien trzech oficerów, 19 podoficerów i 65 ułanów. Na uzbrojeniu posiadał 77 karabinków, 7 pistoletów oraz 82 szable.
Szwadron był podstawową jednostką taktyczną kawalerii KOP. Zadaniem szwadronu było prowadzenie działań pościgowych, patrolowanie terenu, w dzień i w nocy, na odległości nie mniejsze niż 30 km, a także utrzymywanie łączności między odwodami kompanijnymi, strażnicami i sąsiednimi oddziałami oraz eskortowanie i organizowanie posterunków pocztowych. Wymienione zadania szwadron realizował zarówno w strefie nadgranicznej, będącej strefą ścisłych działań KOP, jak również w pasie ochronnym sięgającym około 30 km w głąb kraju. Szwadron był też jednostką organizacyjną, wyszkoleniową, macierzystą i pododdziałem gospodarczym .
W lipcu 1929 zreorganizowano kawalerię KOP. Zorganizowano dwie grupy kawalerii. Podział na grupy uwarunkowany był potrzebami szkoleniowymi i zadaniami kawalerii KOP w planie „Wschód”. Szwadron wszedł w skład grupy północnej. Przyjęto też zasadę, że szwadrony przyjmą nazwę miejscowości będącej miejscem ich stacjonowania. Obok nazwy geograficznej, do 1931 stosowano również numer szwadronu.
W 1934(?)1932 dokonano kolejnego podziału szwadronów. Tym razem na trzy grupy inspekcyjne. Szwadron wszedł w skład grupy środkowej.
Jednostką administracyjną dla szwadronu był batalion KOP „Stołpce”. Konie w poszczególnych szwadronach dobierano według maści. W szwadronie „Stołpce” były jasne kasztany.
W 1938 nastąpiła reorganizacja podporządkowania i struktur kawalerii KOP. Szwadrony zakwalifikowano do odpowiednich typów jednostek w zależności od miejsca stacjonowania. Szwadron zakwalifikowano do grupy II. Organizacja szwadronu kawalerii na dzień 20 listopada 1938 przedstawiała się następująco: dowódca szwadronu, szef szwadronu, drużyna ckm, drużyna gospodarcza, patrol telefoniczny i dwa plutony liniowe po cztery sekcje, w tym sekcję rkm . Liczył 2 oficerów, 1 chorążego, 6 podoficerów zawodowych, 4 podoficerów nadterminowych i 72 ułanów. Na uzbrojeniu posiadał 2 ckm, 2 rkm, 73 karabinki, 76 szabel. Posiadał też 83 konie wierzchowe. Szwadron wchodził w skład pułku KOP „Snów”.
Szwadron zmobilizowano w czasie mobilizacji powszechnej w sierpniu 1939. Wspólnie ze szwadronem „Kleck” utworzył dywizjon, który stanowił kawalerię dywizyjną 38 Dywizji Piechoty.

## Żołnierze szwadronu
Dowódcy szwadronu:
- mjr Kazimierz Duchnowski (1925)[23]
- mjr Władysław Teodor Matuszewicz[24][e], był w 1927[25]  – do 6 lipca 1929 → kwatermistrz 7 psk[26] :
- rtm. Romuald Jaworski (16 lipca 1929 – 31 marca 1930 → Przeniesiony do 5 puł)[26]
- rtm. Henryk Wolman (14 kwietnia 1930[26]  – 1938)[25]
- rtm. / mjr Stanisław Nakoniecznikoff-Klukowski (4 maja 1938[25]  – sierpnia 1939)
- mjr Stanisław Neyman z 14 puł (1939 dowódca dywizjonu[21])
- por. Zdzisław Biały z 26 puł (1939 dowódca szwadronu w składzie kawalerii dywizyjnej[22])

Obsada oficerska szwadronu w maju 1929 :
- dowódca szwadronu – mjr Władysław Teodor Matuszewicz
- dowódca szwadronu – rtm. Józef Grubowski
- dowódca plutonu – por. Rudolf Kubisz
- dowódca plutonu – por. Henryk Litko
- dowódca plutonu – por. Józef Doda
- dowódca plutonu – por. Apolinary Walerian

Obsada personalna kawalerii 38 DP :
- dowódca dywizjonu – mjr Stanisław Neyman
- zastępca dowódcy szwadronu – por. Jarosław Suchorski z 2 psk
- dowódca szwadronu „Stołpce” – por. Zdzisław Biały z 26 p.uł.
- dowódca szwadronu „Kleck” – por. Leopold Denhoffner
- oficerowie młodsi:

ppor. rez. Mieczysław Mickiewicz z 2 p.uł.
ppor. rez. Henryk Sarnacki z 26 p.uł.
ppor. rez. Lucjan Smolicz
ppor. rez. Włodzimierz Żuk z 26 p.uł.
- kwatermistrz – chor. Franciszek Grużalski
- szef dywizjonu – st. wachm. Życki